# Emira
Emira je žensko osebno ime.

## Izvor imena
Ime Emira je ženska različica muslimanskega imena Emir, ki pa bi k nam lahko prišlo tudi kot ženska različica  moškega osebnega imena Zoltan.

## Pogostost imena
Po podatkih Statističnega urada Republike Slovenije je bilo na dan 31. decembra 2007 v Sloveniji število ženskih oseb z imenom Emira: 198.